# جوان ماكول
جوان ماكول (بالإنجليزية: Joan McCall)‏ (وُلدت في 31 يناير 1948) هي كاتبة سيناريو ومنتجة وممثلة وكاهنة دينية أمريكية. وُلدت بتاريخ 31 يناير 1948 في ولاية كنتاكي في منطقة جنوب الولايات المتحدة.

## أعمالها
أول أدوارها الرّئيسة السينيمائية كانت في أفلام "Devil Times Five" و"Act of Vengeance" عام 1974 وفيلم الرّعب "Grizzly" عام 1976. حصلت على نجمة تمييز في برودواي في فيلم "A Race of Hairy Men" و"Barefoot in the Park" و"Star-Spangled Girl".
لديها العديد من السيناريوهات المكتوبة، إذ كتبت السيناريو الأصلي لـ"Heart Like a Wheel" و250 نَصّ إلى "Santa Barbara" و"Divorce Court Days of Our Lives" و"Another World" و"Search for Tomorrow".
تعمل كاهنة لعلم الأديان وشغلت منصب المدير الروحي لـ"Creative Arts Center for Spiritual Living" في لوس أنجلوس حتّى يناير 2011. وهي متزوّجة من منتج الأفلام السينمائية في هوليوود ديفيد شيلدون.

## وصلات خارجية
- جوان ماكول على موقع IMDb (الإنجليزية)
- جوان ماكول على موقع قاعدة بيانات الفيلم (الإنجليزية)